# Marita Grabiak
Marita Grabiak (auch M.J. Grabiak, * in Ambridge in Pennsylvania) ist eine US-amerikanische Filmregisseurin. 
Marita Grabiak wuchs in Ambridge auf, besuchte in Pennsylvania ein College for Antropology studies und studierte Theater an der Carnegie Mellon University. Sie ging nach New York City, um dort am Theater zu arbeiten. Grabiak zog dann nach Los Angeles, um an der dortigen University of California den Abschluss für Film- und Fernsehen zu erhalten.
Marita Grabiak begann ihre Karriere als Produktionsassistentin zusammen mit Tim Minear, einem Kollegen von Joss Whedon. Sie hat bei zahlreichen Episoden für sehr viele Fernsehserien Regie geführt, darunter sind Episoden von Emergency Room, Buffy – Im Bann der Dämonen, Cold Case oder auch Mysterious Mermaids. Bei Fernsehfilmen hatte sie die Regie unter anderem für Wer setzt auf die Braut?, Vier Weihnachten und eine Hochzeit und Winter Castle – Romanze im Eishotel.
Marita Grabiak hat drei Kinder.

## Filmografie (Auswahl)
- 2000–2001: Emergency Room – Die Notaufnahme (2 Folgen)
- 2001: Lady Cops – Knallhart weiblich (1 Folge)
- 2001–2003: Angel: Jäger der Finsternis  (5 Folgen)
- 2002–2003: Smallville (2 Folgen)
- 2003: Buffy – Im Bann der Dämonen (2 Folgen)
- 2003: Cold Case – Kein Opfer ist je vergessen (1 Folge)
- 2004: Battlestar Galactica (1 Folge)
- 2005: Law & Order: Special Victims Unit (1 Folge)
- 2006: Eureka – Die geheime Stadt (1 Folge)
- 2007: Bones – Die Knochenjägerin (1 Folge)
- 2009: Dollhouse (1 Folge)
- 2011: The Nine Lives of Chloe King (1 Folge)
- 2012: Holiday High School Reunion
- 2013: Deadly Spa – Das tödliche Paradies
- 2013: Christmas in the City
- 2014: In guten wie in schlechten Zeiten
- 2016: Hearts of Spring
- 2016: American Horror Story (1 Folge)
- 2016: Sleigh Bells Ring
- 2017: Wer setzt auf die Braut?
- 2017: With Love, Christmas
- 2017: Vier Weihnachten und eine Hochzeit
- 2018: The Christmas Pact
- 2019: Winter Castle – Romanze im Eishotel
- 2019: Christmas Scavenger Hunt
- 2019: Random Acts of Christmas
- 2020: 9-1-1: Lone Star (1 Folge)
- 2020: Mysterious Mermaids (1 Folge)
- 2020: The Order (2 Folgen)
- 2020: Christmas on Wheels
- 2021: 9-1-1: Notruf L.A. (1 Folge)
- 2021: Fit for a Prince (1 Folge)